# Mistrzostwa Polski Par Klubowych na Żużlu 1991
Mistrzostwa Polski Par Klubowych na Żużlu 1991 – zawody żużlowe, mające na celu wyłonienie medalistów mistrzostw Polski par klubowych w sezonie 1991. Rozegrano trzy turnieje eliminacyjne oraz finał, w którym zwyciężyli zawodnicy Polonii Bydgoszcz.

## Finał
- Bydgoszcz, 1 maja 1991
- Sędzia: Roman Cheładze

| Miejsce | Kluby              | Suma | Zawodnicy                                         | Punkty                                     |
| ------- | ------------------ | ---- | ------------------------------------------------- | ------------------------------------------ |
| złoto   | Polonia Bydgoszcz  | 21   | Tomasz Gollob Jacek Woźniak Ryszard Dołomisiewicz | 12 (3,3,3,2,1) 0 (u,–,–,–,–) 9 (–,2,2,3,2) |
| srebro  | Unia Leszno        | 19   | Roman Jankowski Zenon Kasprzak Adam Łabędzki      | 14 (2,3,3,3,3) 3 (3,0,0,–,–) 2 (–,–,–,2,0) |
| brąz    | Apator Toruń       | 15   | Jacek Krzyżaniak Mirosław Kowalik Robert Sawina   | 8 (1,1,–,3,3) 4 (2,2,0,–,–) 3 (–,–,2,1,0)  |
| 4       | Motor Lublin       | 13   | Dariusz Stenka Marek Kępa Dariusz Śledź           | 8 (1,3,0,2,2) 1 (t,1,–,0,–) 4 (–,–,1,–,3)  |
| 5       | Stal Westa Rzeszów | 12   | Jan Krzystyniak Janusz Stachyra Romuald Janusz    | 8 (2,2,2,1,1) 4 (1,0,1,w,2) ns             |
| 6       | Stal Gorzów Wlkp.  | 10   | Piotr Świst Ryszard Franczyszyn Jarosław Gała     | 7 (3,1,3,u,–) 1 (0,–,–,–,1) 2 (–,1,1,u,0)  |